# Brevik
Brevik è una città norvegese nella contea di Telemark.
Il paese venne eretto a municipalità il 1º gennaio 1838; venne assorbito nel comune di Porsgrunn il 1º gennaio 1964.
Brevik è considerata una delle città meglio conservate dell'era della navigazione a vela. L'insediamento è situato all'estremità della penisola di Eidangerhalvøya; in passato fu molto attiva nell'esportazione di ghiaccio e legna. L'ultimo bastimento di legname per il Regno Unito partì attorno al 1960.